# Военный орден Максимилиана Иосифа
Военный орден Максимилиана Иосифа (нем. Militär-Max-Joseph-Orden) — высший военный орден королевства Бавария. Орден был учрежден 1 января 1806 года баварским королём Максимилианом I Иосифом.
Имел три степени:
- Большой крест (нем. Großkreuz)
- Командорский крест (нем. Kommandeurkreuz)
- Рыцарский крест (нем. Ritterkreuz)

Орден мог быть вручен любому офицеру, независимо от происхождения или звания. Каждая степень вручалась только один раз.

## Дворянство
Члены ордена, не имевшие дворянского достоинства, получали патент вместе с наградой и могли использовать в своем имени приставку «Ritter von», как например, Вильгельм фон Лееб, бывший Вильгельмом Леебом по рождению. Данное правило касалось только баварских подданных и не распространялось на других, независимо, граждан Германской империи или других государств. Например, Эрих Людендорф, несмотря на полученный в 1916 году Большой крест, так и остался простолюдином. Патент имел пожизненное действие и не распространялся на наследников, что сближало его с рыцарским статусом английских орденов. Подобное правило действовало и в отношении Ордена Гражданских заслуг Баварской короны, которым награждали служащих высокого ранга.

## Иллюстрации
- Знак Большого креста
- Звезда Большого креста
- Эрих Людендорф со звездой Военного ордена Максимилиана Иосифа (вторая слева)